# Eckart Cordes

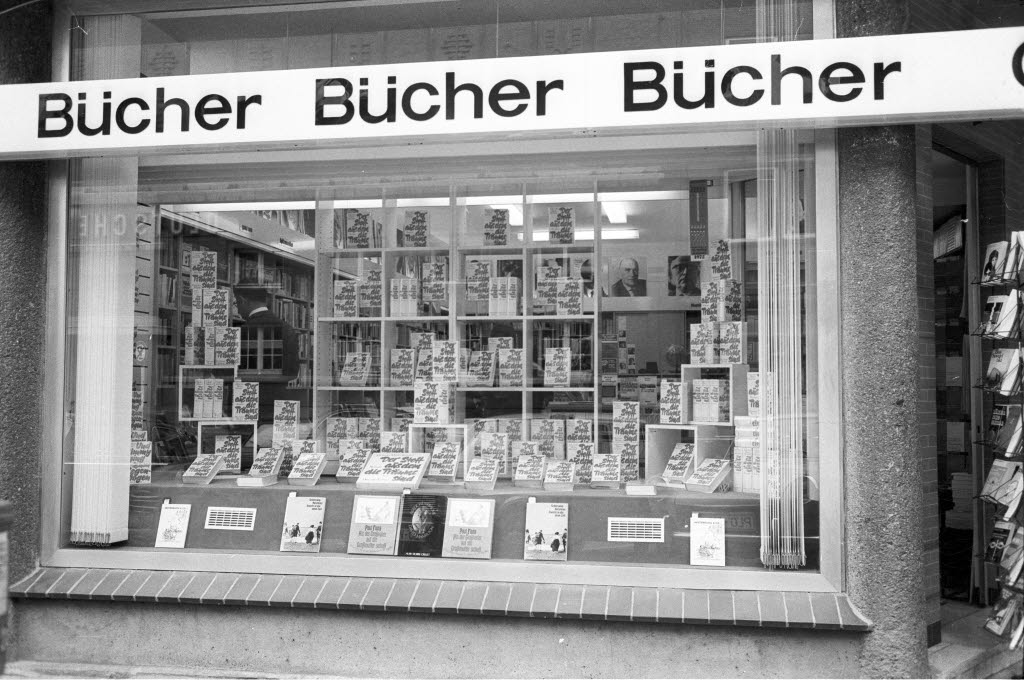
Buchhandlung Cordes (1971)

Eckart Cordes (* 24. März 1933 in Kiel) ist ein deutscher Buchhändler.

## Leben
Nach dem Realschulabschluss absolvierte Eckart Cordes von 1952 bis 1954 eine Ausbildung zum Buchhändler in Hamburg. Anschließend arbeitete er in der Kieler Buchhandlung seiner Mutter, die er 1967 übernahm. 1958 erhielt er von Ernst Rowohlt den Rat, zum besseren Buchverkauf Autorenlesungen zu organisieren. Die erste Lesung fand 1961 statt, Uwe Johnson las aus seinem neu erschienenen Roman Das dritte Buch über Achim. Seitdem hat Cordes über 500 Lesungen organisiert; unter den Autoren waren Theodor W. Adorno, Miodrag Bulatović, Peter Härtling, Rolf Hochhuth, John Irving, Ephraim Kishon, Siegfried Lenz, Peter Ustinov und Martin Walser sowie die Literaturnobelpreisträger Elias Canetti, Günter Grass, Halldór Laxness, Doris Lessing und Herta Müller.

## Ehrungen
1964 wurde Cordes für seine Bemühungen, die polnische Literatur bekannt zu machen, als Amicus Poloniae (Freund Polens) ausgezeichnet. 1994 erhielt er das Bundesverdienstkreuz am Bande. 1996 wurde er „für sein persönliches Engagement, mit dem er als Wegbereiter und Verfechter moderner Literatur große Literatur in Kiel heimisch machte und viele bekannte Schriftsteller/innen nach Kiel zu Lesungen holte“, mit der Andreas-Gayk-Medaille geehrt.  2006 erhielt er „für seine hochkarätigen Autorenlesungen, die er seit 45 Jahren organisiert“, den mit 10.000 Euro dotierten Kulturpreis der Stadt Kiel.
Miodrag Bulatović benannte in seinem 1968 veröffentlichten Roman Der Krieg war besser (Originaltitel: Rat je bio bolji) eine Figur nach Eckart Cordes, der Schweizer Schriftsteller Peter Bichsel schrieb zu ihm eine eigene Kurzgeschichte.
Briefe von und an Cordes mit Briefpartnern wie Paul Celan, Carl Zuckmayer, Peter Rühmkorf, Günter Kunert, Peter Handke oder Johannes Bobrowski finden sich im Deutschen Literaturarchiv Marbach und in der Schleswig-Holsteinischen Landesbibliothek.